# Diospyros domarkind
Diospyros domarkind är en tvåhjärtbladig växtart som beskrevs av B. Walln. Diospyros domarkind ingår i släktet Diospyros och familjen Ebenaceae. Inga underarter finns listade i Catalogue of Life.